# Pietro Michis
Pietro Michis, né le 12 août 1834 à Milan et mort le 24 novembre 1903 dans la même ville est un peintre italien.

## Biographie
Pietro Michis naît le 12 août 1834 à Milan.
Pietro Michis étudie à l'académie de Milan. Il participe à toutes les grandes expositions italiennes, notamment à Milan, Naples et Turin. 
Deux ans après la mort de sa femme, Pietro Michis meurt le 24 novembre 1903 dans sa ville natale.